# Harald Helfgott
Harald Andrés Helfgott (Lima, 25 de novembro de 1977) é um matemático peruano, conhecido por suas pesquisas sobre a teoria dos números.
Tornou-se notório em 2013, após conseguir resolver um problema com números primos que estava sem solução há 271 anos. Ele desvendou a chamada "Conjectura fraca de Goldbach" - proposta por Christian Goldbach em 1794 - em que todo número ímpar maior do que 5 pode ser decomposto na soma de até três números primos.

## Prêmios
- 2008 - Prêmio Philip Leverhulme - Por sua pesquisa sobre a teoria dos números, a geometria diophantina e a teoria dos grupos.[3][4]
- 2010 - Prêmio Whitehead - Por sua contribuição na teoria dos números.[5]
- 2011 - Prêmio Adams (em conjunto com Tom Sanders).[6]

Em julho de 2017, Harald Helfgott foi nomeado em Seul membro do Comitê de Honra de Patronos da Associação Mundial de Esperanto (UEA), linguistas e cientistas que reconhecem o valor do esperanto e falam ou escrevem nessa língua. Em 1997 ele a aprendeu, por curiosidade científica, e é fluente na língua, dizendo sentir prazer em usá-la em viagens e literatura.

## Publicações
- Publicações no ZBMath
- Publicações no Arvix